# Кошкин, Игорь Михайлович
И́горь Миха́йлович Ко́шкин (20 февраля 1931, Ленинград — 3 ноября 1997, Санкт-Петербург) — советский и российский спортсмен, тренер по плаванию. Заслуженный тренер СССР.

## Биография
Родился в 1931 году в Ленинграде. Пережил блокаду города. Учился в Ленинградском радиополитехникуме. В студенческие годы занимался спортивной гимнастикой и плаванием. После службы в рядах Советской армии в 1953 году поступил на работу в НИИ телевидения. Выступал за коллектив в сборной команде по волейболу, а также настольному теннису. В 1959 году организовал секцию плавания для сотрудников института телевидения, которая затем переросла в школу плавания «Экран». В 1967 году заочно окончил Институт физкультуры имени П. Ф. Лесгафта.
Был ведущим тренером сборной команды СССР и России по плаванию с 1973 по 1992 год. В 1977 году под его руководством был создан плавательный центр в  Харькове. С 1977 по 1985 года ежегодно включался в число десяти лучших тренеров Ленинграда, неоднократно назывался лучшим тренером СССР по плаванию. Вошёл в десятку лучших тренеров Санкт-Петербурга XX века.
Заслуженный тренер РСФСР (1973) и СССР (1978), Заслуженный работник физической культуры РСФСР (1982).
Воспитал множество выдающихся пловцов, завоевавших в 1970—80 годы 5 золотых и 4 серебряные олимпийские медали. Среди его воспитанников — олимпийские чемпионы Владимир Сальников, Сергей Русин, Дмитрий Лепиков, олимпийские призёры Виктор Кузнецов, Александр Чаев, Евгений Середин. Подготовил двенадцать мастеров спорта международного класса, а также четырёх заслуженных мастера спорта, установивших более ста мировых, европейских и всесоюзных рекордов, завоевавших более пятидесяти медалей Чемпионатов и Кубков Европы, Мира.
Разработки Кошкина в области зонной тренировки легли в основу современных методик, применяемых сегодня во всём мире лидерами мирового плавания.
Умер в 1997 году в Санкт-Петербурге. Похоронен на Северном кладбище города.